# Bundesautobahn 24
Bundesautobahn 24 eller A 24 er en motorvej i Tyskland. Den skaber forbindelse mellem Hamburg og Berlin.